# Скрипник Олександр (стрибун у воду)
Олександр Скрипник (нар. 31 грудня 1978) — український стрибун у воду. Він брав участь у двох дисциплінах на літніх Олімпійських іграх 2000 року.